# سافرانال
سافرانال (به انگلیسی: Safranal) با فرمول شیمیایی C۱۰H۱۴O یک ترکیب شیمیایی با شناسه پاب‌کم ۶۱۰۴۱ است. که جرم مولی آن 150.21 g/mol می‌باشد.
این ترکیب یک ترکیب حلقوی سیر نشده است. دارای گروه الدهیدی است و در ساختار خودش دو جفت الکترون ناپیوندی دارد